# Казановские
Казановские (пол. Kazanowski) — польский дворянский род герба Гржимайло.
Известен с середины XV века. Доминик Казановский был подкоморием короля Казимира IV Ягеллона (1448).
Мартин Казановский (1563—1636) — гетман польный коронный, воевода подольский, участвовал в нашествиях поляков на Россию в смутное время и в 1618. Его сын Доминик Александр (1605—1648) — воевода брацлавский, победил казаков под Кумейками и умер от полученных в этом сражении ран. Адам (1599—1649) — стольник и маршалок великий коронный, близкий друг короля Владислава IV.
Род Казановских, угасший в середине XVII века в Польше, продолжал существовать в Смоленской губернии Российской империи.